# 史提芬·謝拉特
史提芬·佐治·謝拉特，MBE（1980年5月30日—），英格蘭足球教練、前職業足球員，司職中場，為利物浦前球员及中場，效力球隊近十七年，是利物浦傳奇之一，有「神奇隊長」之稱。他也是前英格蘭足球代表隊隊長。曾是沙特职业足球联赛俱樂部伊蒂法克總教練，曾效力英超球會利物浦及美職聯球會洛杉磯銀河，授大英帝國員佐勳章。
1998年，謝拉特作為優秀的青訓球員正式被利物浦隊提至一隊比賽，并憑藉出色表現成為正選。2001年，謝拉特協助利物浦奪得英格蘭聯賽盃、英格蘭足總盃、歐洲足協盃、歐洲超級盃及英格蘭慈善盾五項盃賽冠軍，2005年更帶領球隊勇奪歐洲聯賽冠軍盃冠軍。
2016年11月24日，傑拉德宣佈掛靴退休，結束19年的職業球員生涯。2017年回利物浦擔任青年隊教練，開啟教練生涯。
傑拉德為頂尖的全能中場，射門、助攻能力出色，體力充沛，年輕時的遠射能力技驚四座，擅於後上攻門，屬於進球效率很高的中場球員。

## 個人生活
謝拉特兒時在默西赛德郡的惠斯頓長大，就讀利物浦西德比區的希南枢机主教中学，但是他曾表示自己的成绩並不好。而他自小就是利物浦的球迷。
另外，他的堂弟安東尼·謝拉特亦都是職業足球員，司職後衛的他在同市競敵愛華頓開始他的足球事業。現在，他是英甲球會奧咸的球員。
史提芬的妻子是同樣來自默西赛德郡的模特兒卡倫。他們相識於2002年並於2004年訂下婚約，最後於2007年6月結婚。他們現在育有三名女兒名叫Lilly-Ella（出生於2004年2月23日）、Lexie（出生於2006年5月9日）和Lourdes（出生於2011年11月2日），和一名兒子名叫Lio（出生於2017年4月29日）。
在英女王的2007年新年授勳名單上謝拉特榜上有名，獲頒員佐勳章（MBE）榮譽。

## 職業生涯

### 擔任隊長

#### 2003–04賽季

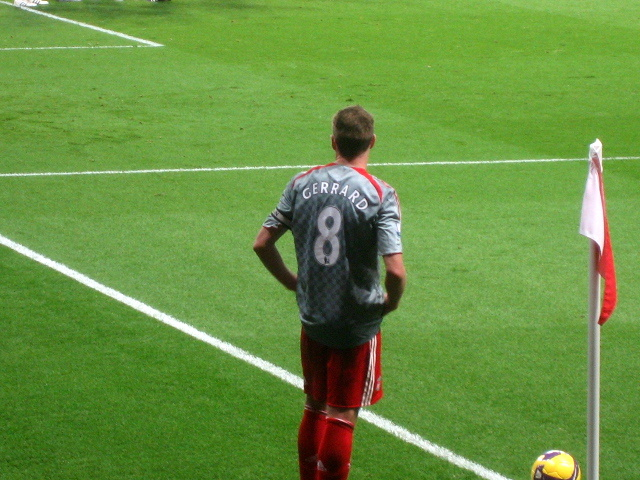
杰拉德在觀看隊友和對手在禁區爭吵

在2003年10月的開始，謝拉特被任命取代希比亞成為利物浦新一任隊長。時任領隊烏利耶希望他能夠將他不屈不撓的精神傳遞給隊友，提升他們的表現，並希望他能夠改善他經常犯規的壞習慣，結果他在賽季只取得兩面罰牌。前利物浦隊員奧雲在他的自傳中表示當謝拉特任命為隊長時感到輕鬆，因為這為他消除不少壓力。謝拉特亦簽下新一份4年合約，周薪為6萬鎊。
雖然謝拉特做隊長效果理想，但球隊在侯利亞管理下的表現依然不太好，整年沒有獎盃使他感到悲觀，並想離開晏菲路去展現他的潛質。在這季他們僅能在球季最後一天才確定獲得歐聯參賽資格。利物浦的管理層決定將侯利亞辭掉，這時很多傳媒都認為他會離開利物浦，可是新上任的領隊賓尼迪斯堅持他希望謝拉特留下，並看一看他的本領。

### 勇奪欧冠

#### 2004–05賽季
在2004年9月20日對著曼聯的比賽受傷，直到11月尾才能在一隊再次上陣。在12月8日，一場對著希臘的奧林比亞高斯的歐洲聯賽冠軍盃比賽，謝拉特在25碼射入一球重要的入球。利物浦在該場賽事需“淨勝”兩球才能進入16強。但他們先在上半場落後0比1，之後球隊於下半場先追回兩球，最後謝拉特在完場前的一記25碼妙射破網成為球隊「救世主」，帶領球隊晉身16強，展開「紅軍」歐聯冠軍之旅。
另一個經典入球，亦展露出謝拉特領導能力的典範，他於2005年5月25日在土耳其伊斯坦布爾上演的歐洲聯賽冠軍盃決賽面對意大利勁旅AC米蘭時，球隊在上半場落後0比3的劣勢下，他先在下半場初段頂入一球，除激勵全隊球員的士氣外，亦掀起「紅軍」絕地反擊的“序幕”。2分鐘後，他的前隊友史米沙射入了紅軍的第二球。而第三球杰拉德也立下了汗马功劳，他被加度素在禁區侵犯獲得点球，由沙比阿朗素主罚的点球被迪达扑出，但他及时跟进将球打进，雙方經過連加時120分鐘激戰仍以3比3平手，利物浦最後憑互射十二碼3比2，令利物浦第5度成為歐洲霸主，永遠保留歐聯獎盃。
賽後謝拉特亦其未來的去向留下暗示：「我怎能於這個晚上之後離開？」("How can I leave after a night like this?")不過，一直以來的努力，不單使謝拉特成為國家隊必然正選，並且在2005年的一場歐聯決賽對陣中，充沛的體力已成為謝拉特的一大強項，並且以歐聯歷史上第二年青的隊長身份帶領利物浦勇奪2005年歐洲最高榮譽的冠軍，自此取代奧雲成為利物浦的象徵。
不過在2005年7月，球會跟謝拉特的合約談判陷入僵局。有報導指他計劃轉投英超新興冠軍車路士，並傳車路士開出了破英國紀錄的3200萬英鎊轉會費的收購建議。雖然利物浦堅稱十分希望謝拉特留下，但謝拉特在7月5日卻公開宣佈他想離開紅軍。他幾乎就成為了車路士的球員，他亦因為此而收到利物浦的死硬派球迷的死亡恐嚇。為了不讓利物浦球迷失望，謝拉特在一日後改變了他的想法，決定把他的前途交給球會，並向球會的支持者道歉。他也試圖讓出隊長臂章，可是被賓尼迪斯拒絕了。在7月8日早上，謝拉特在隊友加歷查身邊簽署了一份為期四年的新合約。
在2005年8月25日，被歐洲足協頒發“2004-2005年度歐洲聯賽冠軍盃最有價值球員”，截至2005年11月14日，他為英格蘭上陣了39場，射入了6個國際賽入球。
他亦入選法國體育報章L'Equipe的金球獎候選名單，他獲得第二名，僅排在巴塞隆拿的罗纳尔迪尼奥之後，而在英格蘭隊友林柏特之前。

### 大熟大勇

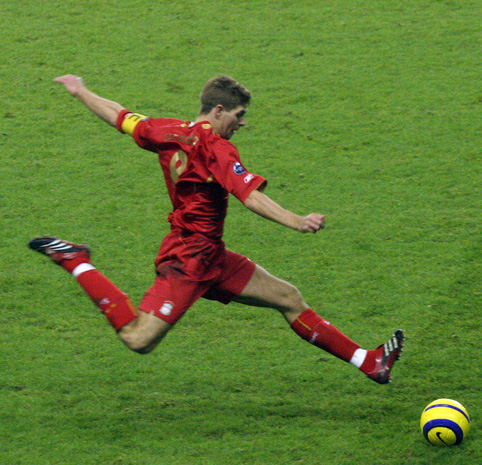
2005-06賽季的謝拉特穿上歐聯版球衣。

及後，謝拉特在對著阿根廷的友誼賽上有驚人的表現，最後英格蘭憑著奧雲兩個遲來的入球以3比2勝出。謝拉特在由球迷投票的英格蘭最佳球員選舉中奪得第二，第一名是林柏特而第三名則是朗尼。並在2006年4月23日，在英格蘭球員工會選出的英格蘭足球生先生得到第一名。在2005-2006賽季謝拉特入了23球首度成為利物浦首席神射手。
謝拉特在英格蘭足總盃再次以難以置信的表現，帶領利物浦奪得冠軍。他在決賽對著韋斯咸時，射入兩個入球，其中一個入球在補時階段、約35碼的射球，皮球穿過禁區，在龍門的左下角入網，是足總盃歷史上，其中一個偉大的入球。該入球以一秒的時間便能衝破35碼，即是說皮球的速度大約是每小時109公里。這入球為利物浦追平3-3，令到球賽進入加時，最後利物浦憑著點球以3-1擊敗韋斯咸，成功奪得英格蘭足總盃的盟主。

#### 2006–07賽季
利物浦奪得2006-07賽季的首個冠軍，以2-1擊敗車路士贏得社區盾。謝拉特被安排先擔任後備一個鐘頭後入替辛頓，加歷查則成為隊長並捧起盾牌。
利物浦在本土賽事成績不太理想，以第3名完成賽季，與冠軍曼聯差距21分，並與第4名阿仙奴獲得同樣分數，利物浦在足總盃第三圈被阿仙奴擊敗。在聯賽盃，他們同樣地被阿仙奴擊敗，謝拉特雖然獲得入球，可是利物浦卻在主場以3-6大敗。
可是，利物浦在歐洲聯賽冠軍盃卻表現理想，他們於16強擊敗衛冕的巴塞隆拿，在準決賽對著冤家車路士，在次回合，謝拉特助攻予艾加，為利物浦兩回合扳平比分。在互射十二碼階段，謝拉特後來射入第3個十二碼。利物浦於決賽5月23日再次面對2005年決賽對手AC米蘭，但最後以1-2落敗。

#### 2007–08賽季
2007-2008賽季，利物浦於歐洲聯賽冠軍盃表現失準，最初三場分組賽未嘗一勝，在後來三場分組賽必須全勝才穩奪出線席位。謝拉特在餘下三場比賽帶領球隊大勝比錫達斯、波圖及馬賽，自己各入三球，從而令紅軍以次名出線。謝拉特並於對馬賽的歐聯賽事中，射入職業生涯第23個歐洲賽事的入球，成為利物浦歷史上歐洲賽事入球最多的球員，超越射入22球的奧雲。
2008年2月20日在歐洲冠軍盃與國際米蘭的賽事中，謝拉特在球門前28公尺外的45度角遠射，穿過了三名國米的防守球員及門將，擊中了左球門柱入網，替利物浦射進了隊史在歐冠盃的第五百個進球。

#### 2008–09賽季
2008-2009賽季是所有利物浦球迷都難以忘記的一個球季，在西班牙領隊賓尼迪斯的帶領下，利物浦以第二名完成賽季，其中最令人振奮的是在榜首大戰中作客奧脫福四比一擊敗曼聯 ，謝拉特和他的好拍擋托利斯在這場比賽中各有一球進帳。隨後的一個球季卻是令人失望的賽季，利物浦只能以第七名完成賽事，不但在歐聯早早出局，連來季的參賽機會也失去了。

#### 2010–11賽季
2010-2011賽季的利物浦似乎延續了厄運。新領隊霍奇森的上任不單沒有帶領利物浦走向上游，反而令利物浦的表現滑落。新入主的美國老闆亨利在季中辭退了霍奇森 ，並請名宿杜格利殊接任。在杜格利殊的帶領下，利物浦最終以第七名完成賽事。儘管球隊似乎在「國王」杜格利殊帶領下重回正軌，但是其中仍受到很多質疑，包括無法挽留西班牙射手托利斯轉會到切尔西、舊式戰術安排、以過高價格買入「水貨」球員。而此時的謝拉特不但是球隊的重心球員，還是所有利物浦球迷的精神領袖，支撐球隊。

#### 2011–12賽季
謝拉特因傷錯過了2011-2012賽季的早段比賽，但是在2011年12月復出之後，謝拉特的狀態提升得很快，在四場比賽中攻入了三球。 
2011-2012賽季謝拉特協助利物浦在英格蘭聯賽杯贏卡迪夫城取得冠軍。先落後的利物浦傾力反撲，六十分鐘終有收穫，前鋒安祖·卡路爾接應右路角球頭槌一頂，蘇亞雷斯門前加一頭中柱彈出，中堅史卡迪爾一射破網。紅軍佔盡優勢卻未能增添紀錄，直至加時下半場兩分鐘由後備上陣的古積特射成2:1，但卡迪夫城守將端納完場前兩分鐘門前混戰扳平。互射十二碼，利物浦首兩輪有謝拉特和查理·阿當射失，但卡迪夫城亦有堅尼·米拿和基斯·泰迪射中柱。謝拉特表弟安東尼主射被連拿救出，紅軍互射十二碼贏3:2，繼○六年足總盃後再度捧盃。
謝拉特於2012年3月13日迎來別具意義的一場賽事，此場賽事不僅是默西賽德郡打吡，而且是謝拉特的第400場聯賽賽事，他在此場打吡戰中攻入三球，完成帽子戲法，助利物浦於主場全取三分。
2012年1月12日，謝拉特與利物浦簽下一份長約。
2012年9月24日，對曼聯1-2落败的比賽中，謝拉特為利物浦首开纪录，入球後他遙指天空以記念在希爾斯堡慘劇過世的表弟Jon-Paul，惜最後仍敗於曼聯腳下。比賽前數天，英國內政部終於公開有關希爾斯堡慘劇的檔案，為不幸離世的96名利物浦支持者平反。巧合的是，謝拉特的入球於45分51秒出現，加起來剛好是96。

#### 2013-14賽季
此季是謝拉特及利物浦離英超冠軍最接近的一年，在進入最後階段兩隊交戰時，利物浦只要賽和車路士即有極大可能奪冠，唯謝拉特於後場迎接隊友的傳球時竟不慎摔倒，而讓對方的丹巴巴亞單刀破門，最終利物浦及謝拉特飲恨無緣英超冠軍。

#### 2014–15賽季
2015年1月2日，利物浦宣佈謝拉特將在球季末離開紅軍，面對如此消息, 球迷們也感到非常突然。謝拉特表示因上陣時間比以往短而不滿, 選擇離開利物浦. 與此同時，謝拉特也發表聲明解釋了自己的決定，他坦言希望繼續職業生涯，但不願與利物浦為敵。
2015年3月22月，在利物浦對曼聯的英超「雙紅會」中，謝拉特後備上陣三十八秒就領紅被趕出場。

### 洛杉磯銀河
2015年6月，謝拉特約滿離開效力已久的利物浦，以自由身加盟洛杉磯銀河。
2016年11月24日，謝拉特宣佈告別19年的職業球員生涯，離開洛杉磯銀河並轉任教練繼續奮鬥。

### 國際賽生涯

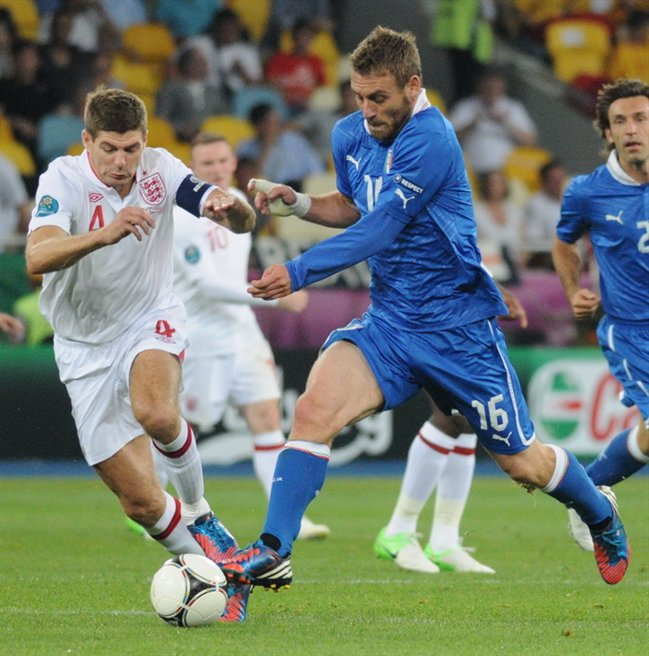
英格蘭在2012年歐洲國家盃對意大利，謝拉特正和意大利的迪羅斯爭球。

謝拉特首次為英格蘭上陣是於2000年5月31日對阵烏克蘭，當時的教練是凯文·基冈，当时只是距離他首次為利物浦一隊上陣18個月和44場比賽。在那年夏季，他入選2000年歐洲國家盃英格蘭陣容，英格蘭最終以失敗告終，在對著德國的比賽，謝拉特於61分鍾後備入替奧雲，最終英格蘭以1-0取勝。
在2001年9月對著德國的一場十分紀念性的世界盃外圍賽，作客以5比1勝出，謝拉特是三個入球的利物浦球員之一，這亦是他第一個國際賽入球。英格蘭成功晉身2002年世界盃，但謝拉特因鼠蹊受傷被迫退出國家隊，他後來的手術終於把這個自從青年開始就困擾著他的問題解除。
在2004年歐洲國家盃，謝拉特終於能夠在國際大賽上一展所長，在英格蘭第一場對著法國的比賽未段，謝拉特一球回傳被亨利截到，並被占士撲跌，法國射入十二碼。這個時候施丹再射入一球，令法國以2-1勝出。英格蘭經過三次分組賽後排名第二，而謝拉特也在對著瑞士的比賽射入一球。可是英格蘭在下一圈被葡萄牙擊敗，謝拉特於81分鐘被換入。
謝拉特在2006年德國世界盃舉行之前幾日受傷。球隊建議他缺席英格蘭的首場比賽，但他認為他已經為他的首次世界盃比賽作好準備（他因傷錯過了2002年世界盃），最後他成為以1比0擊敗巴拉圭的首發陣容。他在下一場分組賽兩個入球，第一個是對著千里達及托巴哥於補時階段射入的遠射，另外他的利物浦隊友高洛治亦都在這比賽入了一球，確定英格蘭能夠進入次圈。另外一個入球就是最後一場對著瑞典的比賽，這場比賽謝拉特先列後備，避免取得第二面黃牌而要停賽，其後於69分鐘入替朗尼，終於在85分鐘頂入再次領先的一球，令英格蘭最後能夠以2比2迫和瑞典。可是在八強戰中互射十二碼敗於葡萄牙腳下，謝拉特射失一球十二碼，令英格蘭再次與世界盃冠軍無緣。最後謝拉特以2球成為今屆英格蘭隊中的神射手。
謝拉特被大眾認為他是英格蘭繼任碧咸作為隊長的首選。謝拉特的47場國際賽是比較有經驗的國家隊成員（對手泰利只有29場），可是麥卡倫選擇把隊長臂章交給泰利，而謝拉特則成為副隊長。2008年2月5日新任英格蘭領隊卡比路採用隊長輪換制度，選擇了謝拉特出任隊長之職。同年9月，卡比路決定將英格蘭國家隊隊長一職交予泰利，而謝拉特的副隊長職位則被里奧·費迪南取代。
2010年3月3日友賽埃及，由於泰利被褫奪國家隊隊長資格，而接任的里奧·費迪南又因傷沒有入選，卡比路再將隊長臂章交予謝拉特。
2010年世界盃賽事，由於里奧·費迪南因傷退隊，謝拉特成為英格蘭隊長。不過，球隊在世界盃成績未如理想，十六強止步。而謝拉特在該屆賽事中攻入一球。
2012年5月出任英格蘭國家隊隊長。
2014年世界盃賽事，英格蘭分組賽出局，2014年7月22日，謝拉特宣布從國家隊引退，結束了他國家隊的生涯。

## 執教生涯

### 利物浦青年隊
2017年1月，謝拉特重返母會利物浦，擔任青年隊教練。同年4月，謝拉特出任利物浦U18主教練。

### 格拉斯哥流浪
2018年5月4日，蘇超球隊格拉斯哥流浪宣佈謝拉特成為新任主帥。2018年7月12日，謝拉特迎來他執教生涯的首場職業賽事，於歐霸盃外圍賽第一圈主場迎戰馬其頓球隊舒古比，並以2-0獲得勝利。
2021年3月7日，他帶領球隊以28勝4和得88分不敗佳績及20分優勢壓倒同市宿敵些路迪提前6輪鎖定2020-21年度蘇格蘭超級足球聯賽冠軍，10年來首次封王。

### 阿斯頓維拉
2021年11月11日，英格蘭超級聯賽球隊阿斯頓維拉宣布謝拉特擔任主教練，接替幾天前被解僱的迪恩·史密斯。2022年10月20日，阿士東維拉於英超大敗給富咸0:3後，宣佈主教練謝拉特下台。

## 球員生涯數據

### 俱樂部
| 俱樂部     | 賽季      | 聯賽               | 聯賽 | 聯賽 | 英格蘭足總盃 | 英格蘭足總盃 | 英格蘭聯賽盃 | 英格蘭聯賽盃 | 洲際賽 | 洲際賽 | 其他 | 其他 | 總計 | 總計 |
| 俱樂部     | 賽季      | 層級               | 出賽 | 進球 | 出賽         | 進球         | 出賽         | 進球         | 出賽   | 進球   | 出賽 | 進球 | 出賽 | 進球 |
| ---------- | --------- | ------------------ | ---- | ---- | ------------ | ------------ | ------------ | ------------ | ------ | ------ | ---- | ---- | ---- | ---- |
| 利物浦     | 1998–99   | 英格蘭足球超級聯賽 | 12   | 0    | 0            | 0            | 0            | 0            | 1      | 0      | —    | —    | 13   | 0    |
| 利物浦     | 1999–2000 | 英格蘭足球超級聯賽 | 29   | 1    | 2            | 0            | 0            | 0            | —      | —      | —    | —    | 31   | 1    |
| 利物浦     | 2000–01   | 英格蘭足球超級聯賽 | 33   | 7    | 4            | 1            | 4            | 0            | 9      | 2      | —    | —    | 50   | 10   |
| 利物浦     | 2001–02   | 英格蘭足球超級聯賽 | 28   | 3    | 2            | 0            | 0            | 0            | 14     | 1      | 1    | 0    | 45   | 4    |
| 利物浦     | 2002–03   | 英格蘭足球超級聯賽 | 34   | 5    | 2            | 0            | 6            | 2            | 11     | 0      | 1    | 0    | 54   | 7    |
| 利物浦     | 2003–04   | 英格蘭足球超級聯賽 | 34   | 4    | 3            | 0            | 2            | 0            | 8      | 2      | —    | —    | 47   | 6    |
| 利物浦     | 2004–05   | 英格蘭足球超級聯賽 | 30   | 7    | 0            | 0            | 3            | 2            | 10     | 4      | —    | —    | 43   | 13   |
| 利物浦     | 2005–06   | 英格蘭足球超級聯賽 | 32   | 10   | 6            | 4            | 1            | 1            | 12     | 7      | 2    | 1    | 53   | 23   |
| 利物浦     | 2006–07   | 英格蘭足球超級聯賽 | 36   | 7    | 1            | 0            | 1            | 1            | 12     | 3      | 1    | 0    | 51   | 11   |
| 利物浦     | 2007–08   | 英格蘭足球超級聯賽 | 34   | 11   | 3            | 3            | 2            | 1            | 13     | 6      | —    | —    | 52   | 21   |
| 利物浦     | 2008–09   | 英格蘭足球超級聯賽 | 31   | 16   | 3            | 1            | 0            | 0            | 10     | 7      | —    | —    | 44   | 24   |
| 利物浦     | 2009–10   | 英格蘭足球超級聯賽 | 33   | 9    | 2            | 1            | 1            | 0            | 13     | 2      | —    | —    | 49   | 12   |
| 利物浦     | 2010–11   | 英格蘭足球超級聯賽 | 21   | 4    | 1            | 0            | 0            | 0            | 2      | 4      | —    | —    | 24   | 8    |
| 利物浦     | 2011–12   | 英格蘭足球超級聯賽 | 18   | 5    | 6            | 2            | 4            | 2            | —      | —      | —    | —    | 28   | 9    |
| 利物浦     | 2012–13   | 英格蘭足球超級聯賽 | 36   | 9    | 1            | 0            | 1            | 0            | 8      | 1      | —    | —    | 46   | 10   |
| 利物浦     | 2013–14   | 英格蘭足球超級聯賽 | 34   | 13   | 3            | 1            | 2            | 0            | —      | —      | —    | —    | 39   | 14   |
| 利物浦     | 2014–15   | 英格蘭足球超級聯賽 | 29   | 9    | 3            | 2            | 3            | 0            | 6      | 2      | —    | —    | 41   | 13   |
| 利物浦     | 總計      | 總計               | 504  | 120  | 42           | 15           | 30           | 9            | 129    | 41     | 5    | 1    | 710  | 186  |
| 洛杉磯銀河 | 2015      | 美國足球大聯盟     | 13   | 2    | —            | —            | —            | —            | 0      | 0      | 1    | 0    | 14   | 2    |
| 洛杉磯銀河 | 2016      | 美國足球大聯盟     | 21   | 3    | —            | —            | —            | —            | 2      | 0      | 1    | 0    | 24   | 3    |
| 洛杉磯銀河 | 總計      | 總計               | 34   | 5    | —            | —            | —            | —            | 2      | 0      | 2    | 0    | 38   | 5    |
| 生涯總計   | 生涯總計  | 生涯總計           | 538  | 125  | 42           | 15           | 30           | 9            | 131    | 41     | 7    | 1    | 748  | 191  |

1. 1 2 3  於歐足總歐洲聯賽
2. 1 2 3 4 5 6 7 8  於歐洲冠軍聯賽出賽
3. ↑  於2001年歐洲超級盃出賽
4. 1 2  於英格蘭社區盾出賽
5. ↑  於2005年國際足聯俱樂部世錦賽出賽
6. ↑  於歐洲冠軍聯賽6次出賽以及歐足總歐洲聯賽7次出賽
7. ↑  於歐足總歐洲聯賽進球
8. 1 2  於歐足總歐洲聯賽出賽
9. 1 2  於美國足球大聯盟季後賽出賽
10. ↑  於2015–16年中北美洲及加勒比海聯賽冠軍盃出賽

### 國家隊

#### 國家隊數據

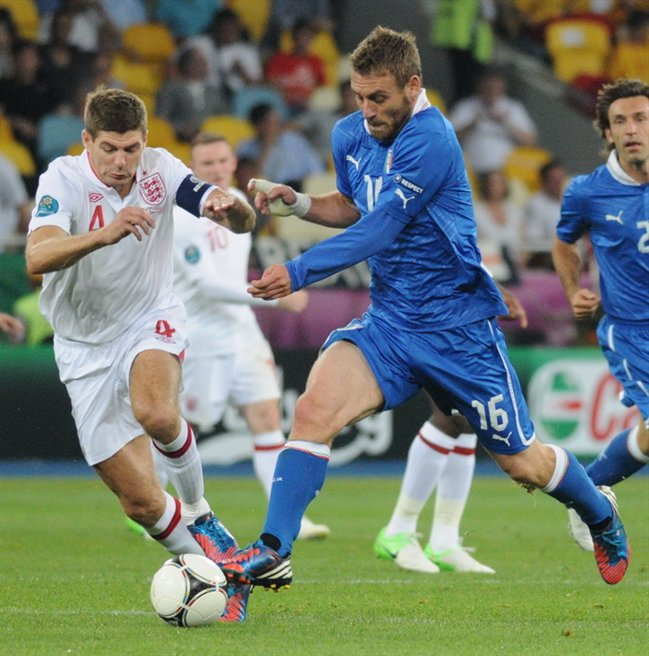
傑拉德(左)代表英格蘭在2012年歐洲國家盃出賽

| 隊伍     | 年分     | 競賽 | 競賽 | 友誼賽 | 友誼賽 | 總計 | 總計 |
| 隊伍     | 年分     | 出賽 | 進球 | 出賽   | 進球   | 出賽 | 進球 |
| -------- | -------- | ---- | ---- | ------ | ------ | ---- | ---- |
| 英格蘭   | 2000     | 1    | 0    | 1      | 0      | 2    | 0    |
| 英格蘭   | 2001     | 5    | 1    | 1      | 0      | 6    | 1    |
| 英格蘭   | 2002     | 2    | 1    | 3      | 0      | 5    | 1    |
| 英格蘭   | 2003     | 5    | 0    | 3      | 1      | 8    | 1    |
| 英格蘭   | 2004     | 6    | 2    | 4      | 0      | 10   | 2    |
| 英格蘭   | 2005     | 5    | 1    | 3      | 0      | 8    | 1    |
| 英格蘭   | 2006     | 8    | 3    | 5      | 1      | 13   | 4    |
| 英格蘭   | 2007     | 8    | 1    | 3      | 0      | 11   | 2    |
| 英格蘭   | 2008     | 2    | 1    | 5      | 1      | 7    | 2    |
| 英格蘭   | 2009     | 5    | 2    | 2      | 0      | 7    | 2    |
| 英格蘭   | 2010     | 7    | 1    | 5      | 2      | 12   | 3    |
| 英格蘭   | 2011     | —    | —    | —      | —      | —    | —    |
| 英格蘭   | 2012     | 7    | 0    | 4      | 0      | 11   | 0    |
| 英格蘭   | 2013     | 5    | 2    | 3      | 0      | 8    | 2    |
| 英格蘭   | 2014     | 3    | 0    | 3      | 0      | 6    | 0    |
| 生涯總計 | 生涯總計 | 69   | 15   | 45     | 6      | 114  | 21   |

1. ↑  於2000年歐洲國家盃出賽
2. ↑  於2002年國際足總世界盃外圍賽出賽
3. 1 2  於2004年歐洲國家盃外圍賽出賽
4. ↑  於2004年歐洲國家盃4次出賽1顆進球,2006年國際足總世界盃外圍賽2次出賽1顆進球
5. ↑  於2006年國際足總世界盃外圍賽出賽
6. ↑  於2006年世界盃足球賽5次出賽2顆進球,2008年歐洲國家盃外圍賽3次出賽1顆進球
7. ↑  於2008年歐洲國家盃外圍賽出賽
8. 1 2  於2010年國際足總世界盃外圍賽出賽
9. ↑  於2010年世界盃足球賽4次出賽1顆進球,於2012年歐洲國家盃外圍賽3次出賽
10. ↑  於2012年歐洲國家盃4次出賽,於2014年國際足總世界盃外圍賽3次出賽
11. ↑  於2014年國際足總世界盃外圍賽出賽
12. ↑  於2014年世界盃足球賽出賽

### 國家隊進球
| #  | 日期           | 場館                                                                       | 場次 | 對手                 | 進球 | 賽果 | 賽事                       | 參考來源 |
| -- | -------------- | -------------------------------------------------------------------------- | ---- | -------------------- | ---- | ---- | -------------------------- | -------- |
| 1  | 2001年9月1日   | 德国，慕尼黑 · 慕尼黑奧林匹克體育場（Olympiastadion）                      | 6    | 德国                 | 2–1  | 5–1  | 2002年國際足總世界盃外圍賽 | [ 10 ]   |
| 2  | 2002年10月16日 | 英格兰，南安普敦 · 聖瑪麗球場（St Mary's Stadium）                         | 13   | 北馬其頓             | 2–2  | 2–2  | 2004年歐洲國家盃外圍賽     | [ 11 ]   |
| 3  | 2003年6月3日   | 英格兰，萊斯特 · 王權球場（Walkers Stadium）                               | 17   | 塞爾維亞與蒙特內哥羅 | 1–0  | 2–1  | 友誼賽                     | [ 12 ]   |
| 4  | 2004年6月17日  | 葡萄牙，科英布拉 · 科英布拉市政球場（Estádio Cidade de Coimbra）           | 26   | 瑞士                 | 3–0  | 3–0  | 2004年歐洲國家盃小組賽     | [ 13 ]   |
| 5  | 2004年9月4日   | 奥地利，維也納 · 恩斯特·哈佩爾球場（Ernst-Happel-Stadion）                 | 30   | 奥地利               | 2–0  | 2–2  | 2006年國際足總世界盃外圍賽 | [ 14 ]   |
| 6  | 2005年3月30日  | 英格兰，紐卡索 · 聖詹姆斯公園球場（St James' Park）                        | 34   |                      | 1–0  | 2–0  | 2006年國際足總世界盃外圍賽 | [ 15 ]   |
| 7  | 2006年5月30日  | 英格兰，曼徹斯特 · 老特拉福球場（Old Trafford）                            | 41   | 匈牙利               | 1–0  | 3–1  | 友誼賽                     | [ 16 ]   |
| 8  | 2006年6月15日  | 德国，紐倫堡 · 馬克斯·莫洛克體育場（Max-Morlock-Stadion）                  | 44   | 千里達及托巴哥       | 2–0  | 2–0  | 2006年世界盃足球賽小組賽   | [ 17 ]   |
| 9  | 2006年6月20日  | 德国，科隆 · 萊茵能源體育場（RheinEnergieStadion）                         | 45   | 瑞典                 | 2–1  | 2–2  | 2006年世界盃足球賽小組賽   | [ 18 ]   |
| 10 | 2006年9月2日   | 英格兰，曼徹斯特 · 老特拉福球場（Old Trafford）                            | 49   | 安道尔               | 2–0  | 5–0  | 2008年歐洲國家盃外圍賽     | [ 19 ]   |
| 11 | 2007年3月28日  | 西班牙，巴塞隆納 · 孔帕尼斯奧林匹克體育場（Estadi Olímpic Lluís Companys） | 55   | 安道尔               | 1–0  | 3–0  | 2008年歐洲國家盃外圍賽     | [ 20 ]   |
| 12 | 2007年3月28日  | 西班牙，巴塞隆納 · 孔帕尼斯奧林匹克體育場（Estadi Olímpic Lluís Companys） | 55   | 安道尔               | 2–0  | 3–0  | 2008年歐洲國家盃外圍賽     | [ 20 ]   |
| 13 | 2008年5月28日  | 英格兰，倫敦 · 溫布利球場（Wembley Stadium）                               | 66   | 美国                 | 2–0  | 2–0  | 友誼賽                     | [ 21 ]   |
| 14 | 2008年10月15日 | 白俄羅斯，明斯克 · 迪納摩體育場（Dinamo Stadium (Minsk)）                  | 70   | 白俄羅斯             | 1–0  | 3–1  | 2010年國際足總世界盃外圍賽 | [ 22 ]   |
| 15 | 2009年9月9日   | 英格兰，倫敦 · 溫布利球場（Wembley Stadium）                               | 76   |                      | 2–0  | 5–1  | 2010年國際足總世界盃外圍賽 | [ 23 ]   |
| 16 | 2009年9月9日   | 英格兰，倫敦 · 溫布利球場（Wembley Stadium）                               | 76   | 4–0                  |      | 5–1  | 2010年國際足總世界盃外圍賽 | [ 23 ]   |
| 17 | 2010年6月12日  | 南非，魯斯登堡 · 皇家班巴夫肯球場（Royal Bafokeng Stadium）                | 81   | 美国                 | 1–0  | 1–1  | 2010年世界盃足球賽小組賽   | [ 24 ]   |
| 18 | 2010年8月11日  | 英格兰，倫敦 · 溫布利球場（Wembley Stadium）                               | 85   | 匈牙利               | 1–1  | 2–1  | 友誼賽                     | [ 25 ]   |
| 19 | 2010年8月11日  | 英格兰，倫敦 · 溫布利球場（Wembley Stadium）                               | 85   | 匈牙利               | 2–1  | 2–1  | 友誼賽                     | [ 25 ]   |
| 20 | 2013年9月6日   | 英格兰，倫敦 · 溫布利球場（Wembley Stadium）                               | 104  | 摩尔多瓦             | 1–0  | 4–0  | 2014年國際足總世界盃外圍賽 | [ 26 ]   |
| 21 | 2013年10月15日 | 英格兰，倫敦 · 溫布利球場（Wembley Stadium）                               | 107  | 波蘭                 | 2–0  | 2–0  | 2014年國際足總世界盃外圍賽 | [ 27 ]   |

## 教練生涯數據
最後更新：2021年5月15日
| 隊伍                 | 任期開始       | 任期結束       | 紀錄 | 紀錄 | 紀錄 | 紀錄 | 紀錄    | 紀錄     |
| 隊伍                 | 任期開始       | 任期結束       | 場次 | 勝場 | 和局 | 敗場 | 勝率(%) | 參考來源 |
| -------------------- | -------------- | -------------- | ---- | ---- | ---- | ---- | ------- | -------- |
| 格拉斯哥流浪者       | 2018年6月1日   | 2021年11月10日 | 192  | 124  | 41   | 27   | 64.58   | [ 29 ]   |
| 阿斯顿维拉足球俱乐部 | 2021年11月11日 | 至今           | 28   | 10   | 5    | 13   | 35.71   |          |
| 總計                 | 總計           | 總計           | 220  | 134  | 46   | 40   | 60.91   | —        |

## 榮譽

### 球員生涯
- 英格蘭足總盃：2000/01年，2005/06年
- 英格蘭聯賽盃：2000/01年，2002/03年，2011/12年
- 英格蘭社區盾：2000/01年，2006/07年
- 歐洲聯賽冠軍盃：2004/05年
- 歐洲足協盃：2000/01年
- 歐洲超級盃：2001/02年，2004/05年

個人
- PFA年度最佳青年球員：2001年
- 歐洲足協最有價值球員：2004/05年
- PFA足球先生：2006年
- 获封MBE勳銜：2006年
- 欧洲足联年度最佳阵容：2004年、2005年、2006年、2007年
- 国际足联年度最佳阵容：2008年
- 英格蘭FWA足球先生：2009年

### 教練生涯
- 蘇格蘭足球超級聯賽冠軍：2020/21年[30]

## 紀錄
- 利物浦历史上第5位参加歐洲聯賽冠軍盃超过50场的球员
- 利物浦歷史上歐洲聯賽冠軍盃最多進球的球員

## 外部連結
- 足球数据库： 史蒂文·杰拉德的数据统计和比赛历史 （中文）

- 足球数据库：史提芬·謝拉特的球员统计数据
- 英格蘭足總：杰拉德 （页面存档备份，存于）
- 利物浦官方网站 杰拉德个人档案
- 杰拉德球迷网

| 體育角色      | 體育角色                           | 體育角色      |
| ------------- | ---------------------------------- | ------------- |
| 前任： 海皮亚 | 利物浦隊長 2003年-2015年           | 繼任： 軒達臣 |
| 前任： 泰利   | 英格蘭足球代表隊隊長 2012年-2014年 | 繼任： 鲁尼   |